# فرودگاه بن هوویسای
فرودگاه بن هوویسای (به انگلیسی: Ban Huoeisay Airport) یک فرودگاه با کد یاتا OUI است که یک باند فرود آسفالت دارد و طول باند آن ۱۴۷۲ متر است. این فرودگاه در کشور لائوس قرار دارد و در ارتفاع ۴۲۱ متری از سطح دریا واقع شده‌است.

## شرکت‌های هواپیمایی و مقصدهای پروازی
| شرکت‌های هواپیمایی | مقصدهای پروازی |
| ----------------- | -------------- |
| Lao Airlines      | واتایی         |